# Le Ham, Mayenne
Le Ham är en kommun i departementet Mayenne i regionen Pays de la Loire i nordvästra Frankrike. Kommunen ligger i kantonen Le Horps som tillhör arrondissementet Mayenne. År 2022 hade Le Ham 343 invånare.

## Befolkningsutveckling
Antalet invånare i kommunen Le Ham
| Referens: INSEE |